# ماناته ریور
ماناته ریور (به انگلیسی: Manatee River) رودخانه‌ای است که در ایالات متحده آمریکا جریان دارد.